# Toronto International Film Festival

Toronto International Film Festivals logotyp.

Toronto International Film Festival (TIFF) är en, sedan 1976, årligen återkommande filmfestival i Toronto i Kanada. Festivalen går vanligen av stapeln i mitten av september.